# La Tour-de-Salvagny
La Tour-de-Salvagny è un comune francese di 4 460 abitanti situato nella metropoli di Lione della regione Alvernia-Rodano-Alpi.

## Storia

### Simboli
Lo stemma comunale è stato approvato dal Consiglio dipartimentale d'araldica del Rodano il 26 luglio 1989.
La foresta fa riferimento al nome del comune, Salvagny, che proviene dalla parola latina Silvaniacus che indica uno spazio disboscato in una foresta.
La torre rappresenta quella costruita nell'XI secolo al centro del paese e che è ripresa nella prima parte della denominazione di La Tour-de-Salvagny. 
Il capo riprende il blasone dei Canonici-conti di Lione che furono signori del luogo.

## Società

### Evoluzione demografica
Abitanti censiti

## Amministrazione

### Gemellaggi
- Terruggia